# 엑스트라 EA-300

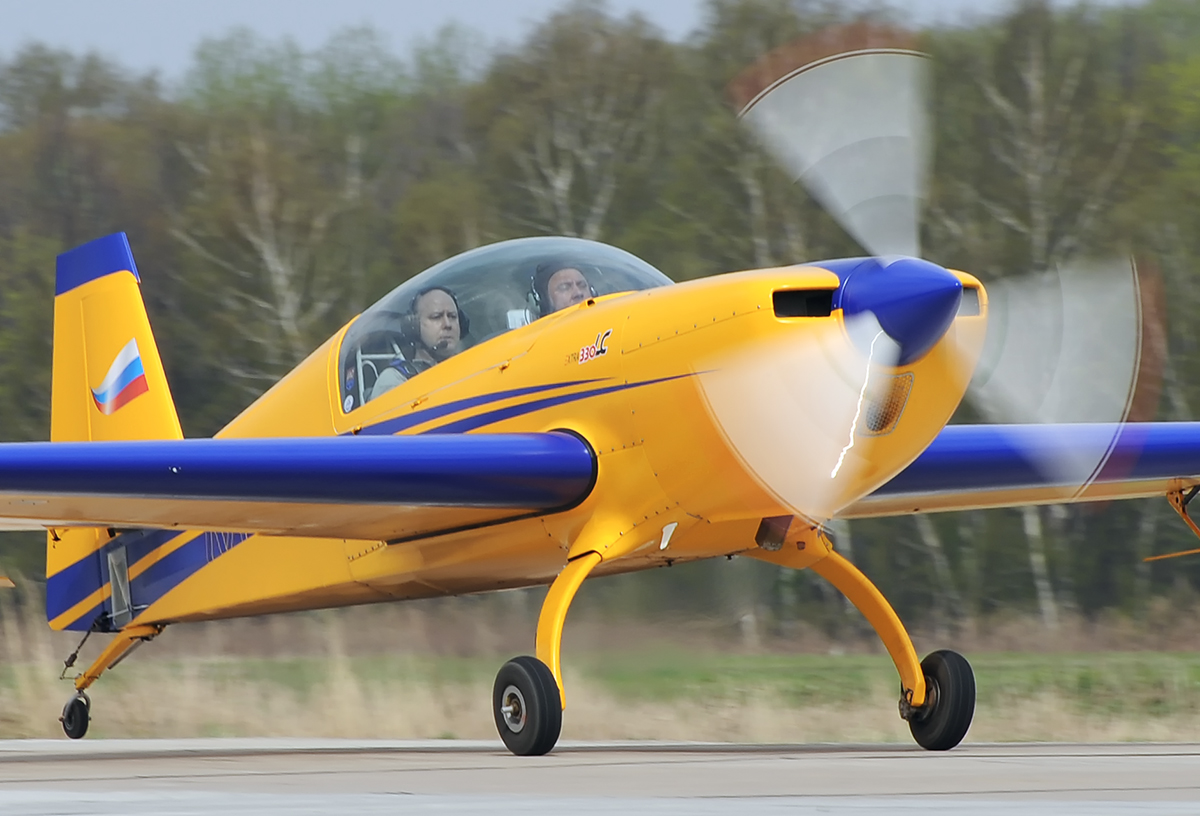
엑스트라 EA-300LC

엑스트라 EA-300는 독일의 2인승 프로펠러 비행기이다. 독일의 곡예비행사 월터 엑스트라가 1987년에 설계했고, 엑스트라 항공이 제작했다.

## 전기비행기
2016년 7월 11일 엑스트라 EA-300LE라는 테스트기가 전기 모터를 이용한 첫 비행에 성공했다.
탑재한 지멘스의 전기 모터는 자동차 타이어 정도 크기이며 무게는 50kg, 출력은 260kW다. 모터 출력을 무게로 나누면 1kg당 출력 와트 수인 출력중량비는 5.2kW/kg이다. 기존 전기 모터보다 5배에 이르는 성능이다.
2시간 충전하면 일반 항공기보다 30분 정도 오래 곡예비행을 할 수 있고, 일반 비행기가 1시간 비행에 29만 원이 든다면, 전기 비행기는 2300 원이 든다.

## 제원 (EA-300L)
일반 제원
- 승무원: 2인승
- 길이: 6.95 m (22 ft 9½ in)
- 날개폭: 7.39 m (24 ft 3 in)
- 높이: 2.62 m (8 ft 7¼ in)
- 날개면적: 10.44 m² (112.4 ft²)
- 경하중량: 682 kg (1,500 lb)
- 만재중량: 952 kg (2,095 lb)
- 탑재량: 270 kg (595 lb)
- 최대이륙중량: 952 kg (2,095 lb)
- 엔진: 1 × Lycoming AEIO-540-L1B5 MT 합성수지 프로펠러 (3엽 또는 4엽), 224 kW (300 hp)
- 연료량: 199.5 l (52.7 U.S. gal)

성능
- 최고속도: 408 km/h (220 knot, 253 mph)
- 순항속도: 317 km/h (170 knot, 196 mph)
- 스톨속도: 102 km/h (55 knot, 63 mph)
- 순항거리: 944 km, 외부연료 탑재시
- 최고고도: 4,875 m (16,000 ft)
- 상승률: 16 m/s (3200 ft/min)
- 회전률: 400 degrees per second